# Base aérienne de Nijyn
La base aérienne de Nijyn  (ukrainien : Ніжин (авіабаза)) est une base située près de la ville de Nijyn en Ukraine.

## Histoire
La base accueillait la 25ebrigade d'aviation de transport de la Force aérienne ukrainienne.

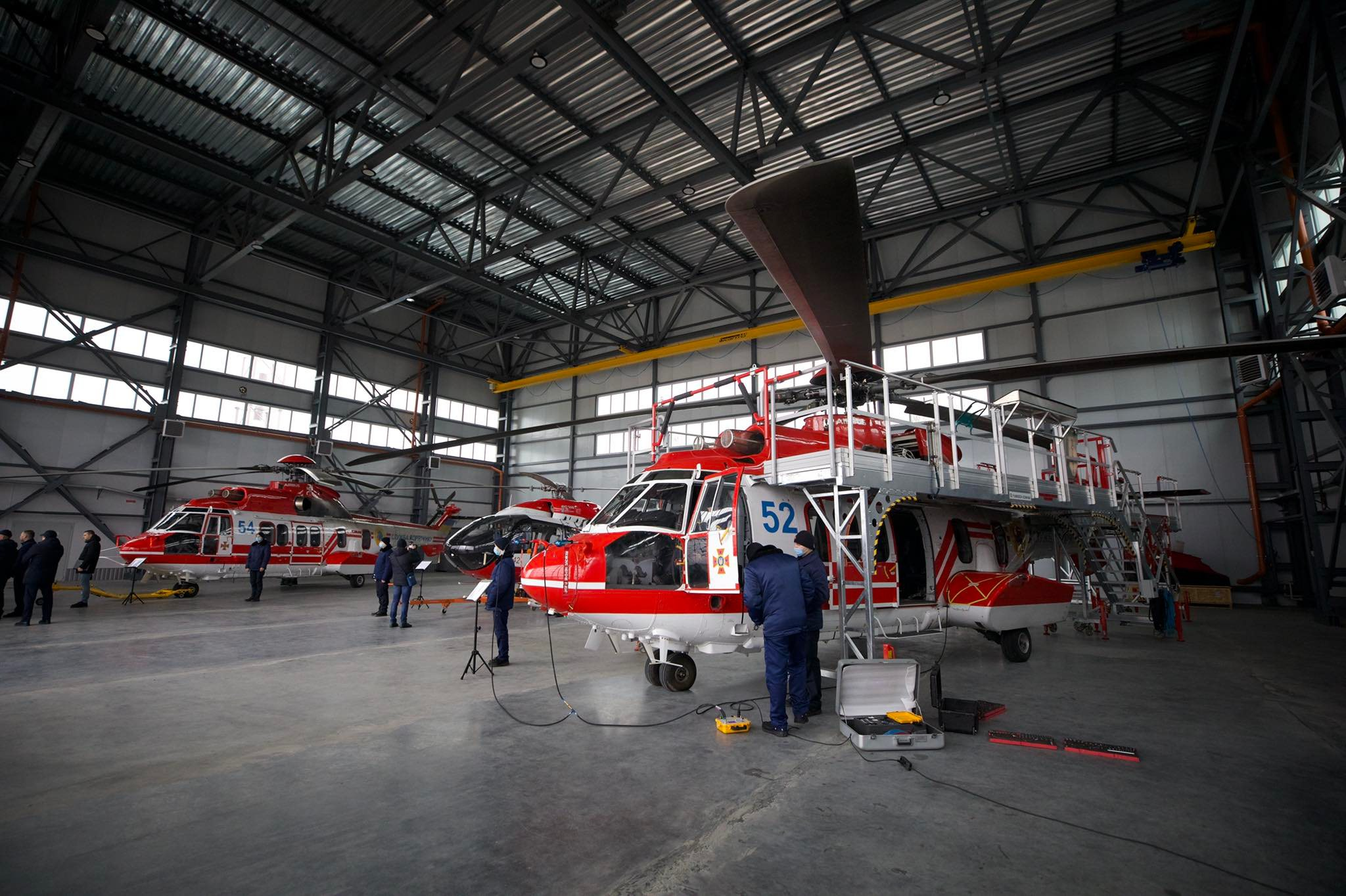
Hangar à l'aéroport.
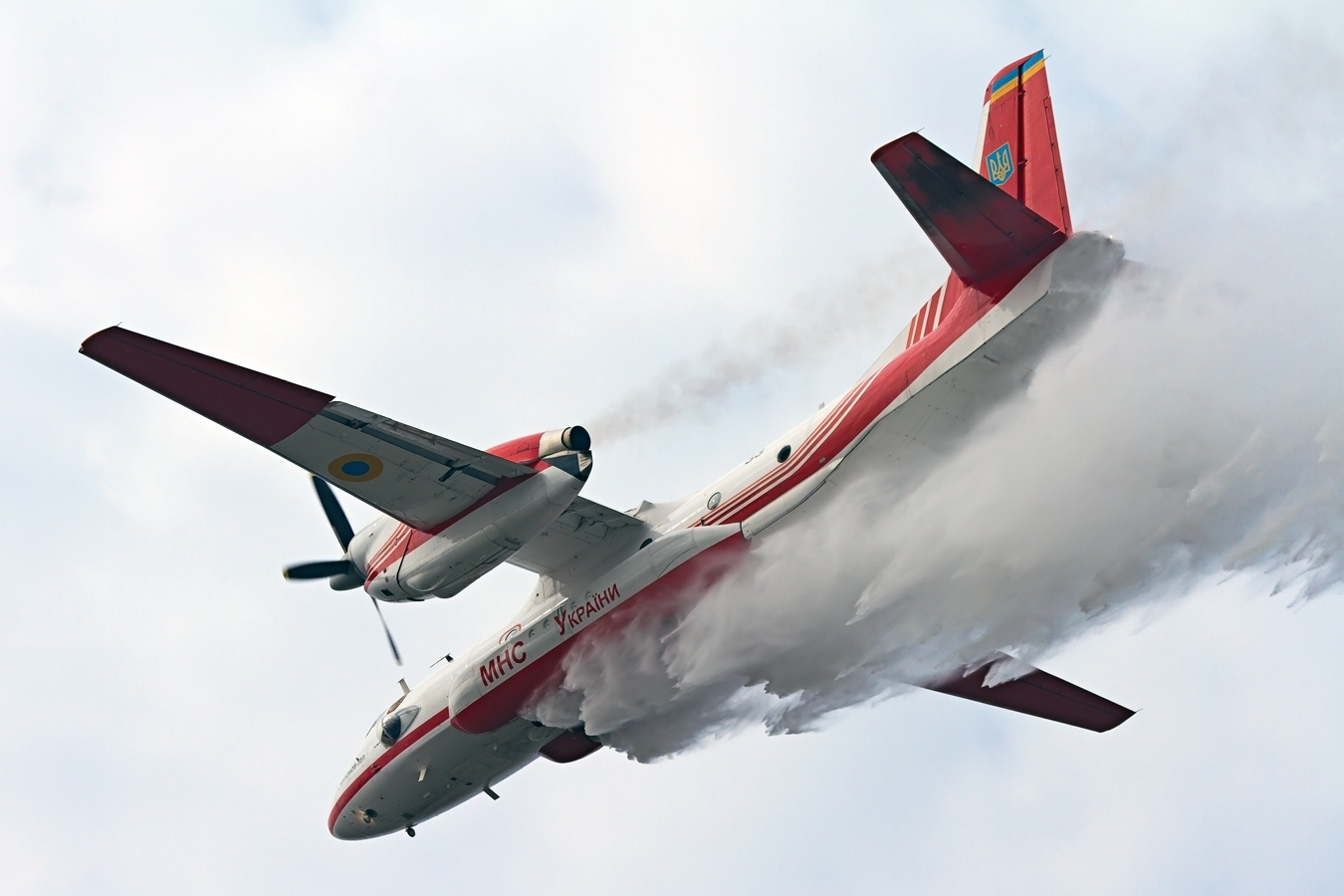
Un An-32P.
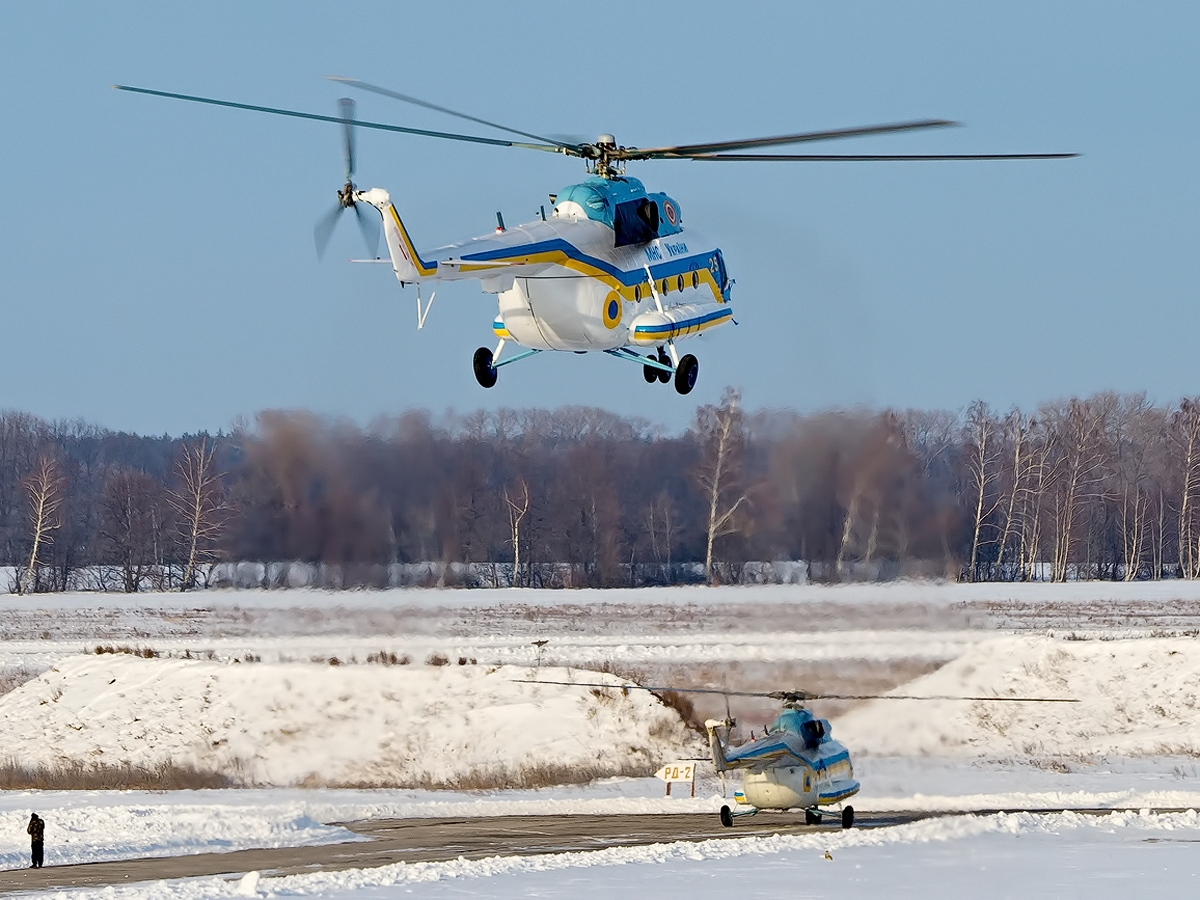
Un Mi-8MT.
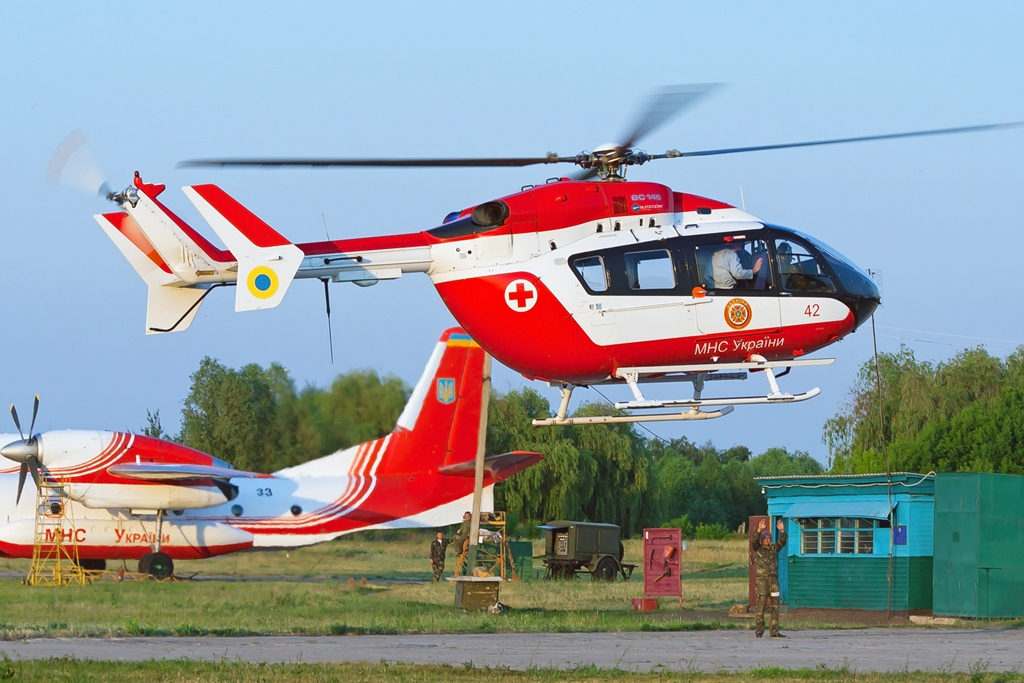
Eurocoptère EC-145.

Elle est actuellement utilisée par le ministère des Situations d'urgence.